# Dilophus aberratus
Dilophus aberratus är en tvåvingeart som beskrevs av Hardy 1982. Dilophus aberratus ingår i släktet Dilophus och familjen hårmyggor. Inga underarter finns listade i Catalogue of Life.